# Madrid (comunitate autonomă)
Madrid este una din cele 17 comunități autonome ale Spaniei, localizată în centrul țării. Consistă în provincia Madrid, și conține orașul Madrid ca și capitală a provinciei, a comunității și a țării.
Mai mult de jumătate din populație comunității locuiește în capitală. Alte orașe aflate în comunitate sunt: Alcala de Henares, San Lorenzo de El Escorial și Aranjuez. 
Există 179 de localități în comunitatea Madrid. Vezi: Lista localităților din Madrid.
Madrid are graniță cu comunitățiile autonome Castilia-Leon (prin provinciile Ávila și Segovia) și Castilia-La Mancha (prin provinciile Guadalajara, Cuenca și Toledo).
Madrid era mai demult considerat parte a regiunii La Mancha (vezi: Castilia-La Mancha), dar a devenit o singură comunitate la începutul sistemului autonomía, datorită marii deferențe economice între Madrid și terenurile din Manchego.
În Comunitatea Madrid, 13,09% din popoulație e alcătuită din imigranți, din care români 12,35%, adică aproximativ 96.000 de locuitori.